# Ratsgymnasium (Wolfsburg)
Das Ratsgymnasium (schulintern RGW für Ratsgymnasium Wolfsburg) ist ein Gymnasium in der Stadtmitte von Wolfsburg. Es ist das erste in Wolfsburg gegründete Gymnasium.

## Geschichte

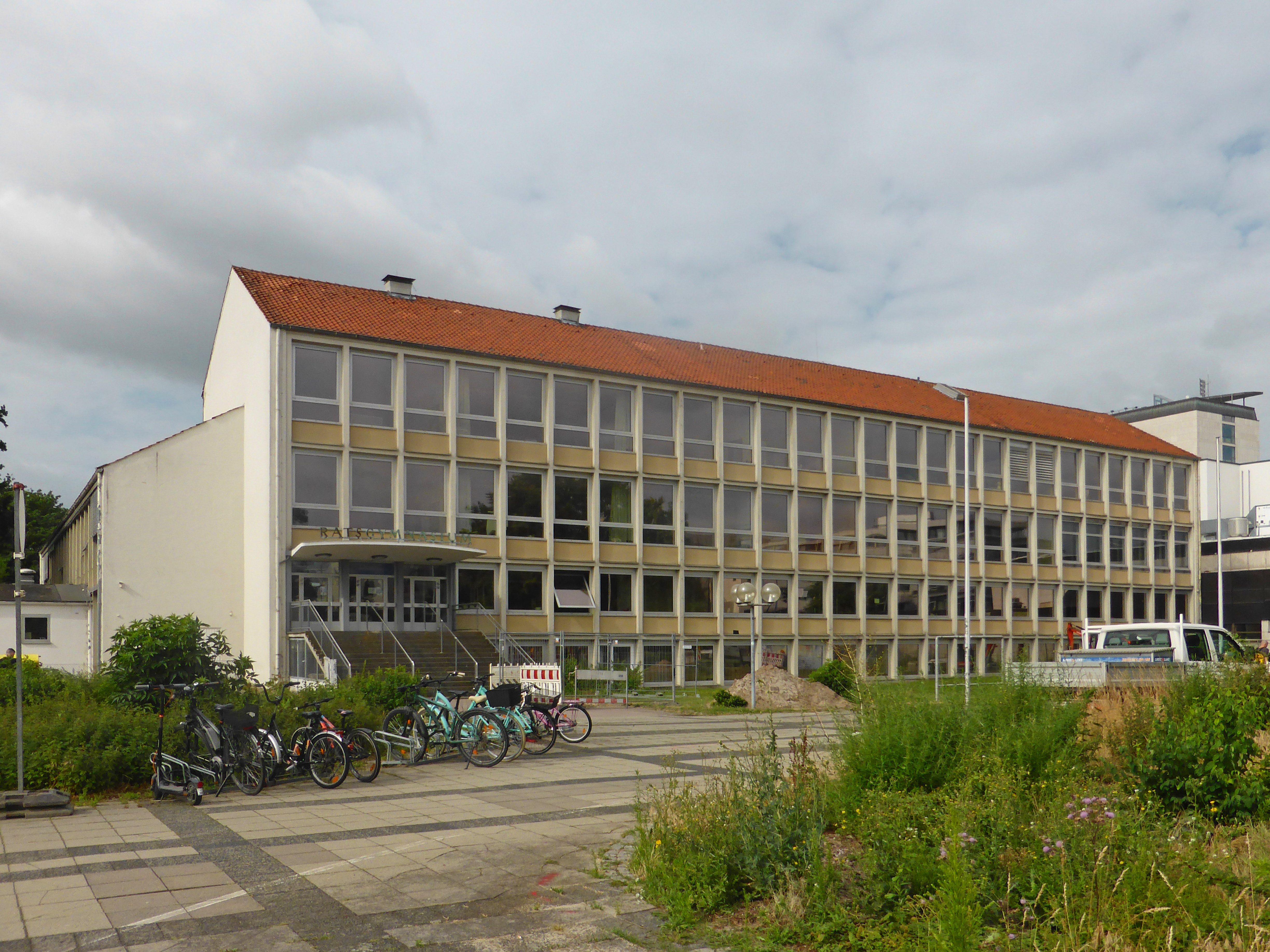
Hauptgebäude des Ratsgymnasiums Wolfsburg (2024 abgerissen)

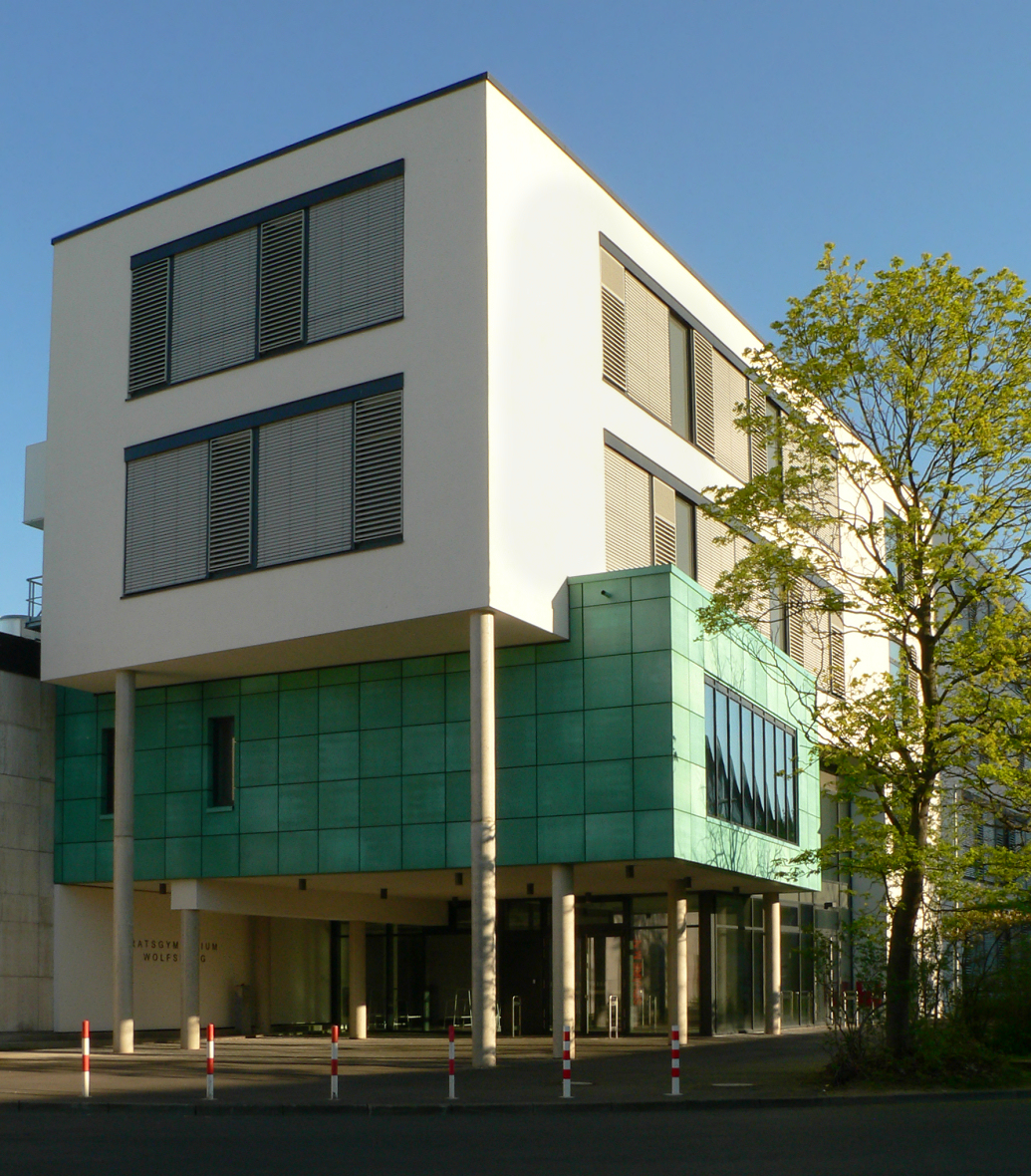
Neubautrakt des Ratsgymnasiums Wolfsburg

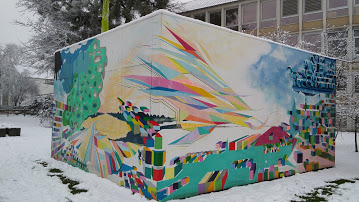
Kubus vor dem Ratsgymnasium Wolfsburg

1942, vier Jahre nach Gründung der Stadt des KdF-Wagens (1945 in Wolfsburg umbenannt), wurde die erste Oberschule (1958 in Ratsgymnasium umbenannt) der Stadt gegründet. Sie ist somit das älteste Wolfsburger Gymnasium und bildete später den Ausgangspunkt für weitere Schulgründungen. Zunächst in Baracken südlich der Ludendorffstraße (heute Heinrich-Heine-Straße) untergebracht, zog die Schule später in südöstlich von Heßlingen stehende Volksschulbaracken um. Nach der kriegsbedingten Einstellung des Schulunterrichts wurde der Unterricht am 1. Oktober 1945 wieder aufgenommen, dies wurde in der Stadt durch Lautsprecherdurchsage bekanntgegeben.
Für den Bau einer neuen Oberschule erhielt Professor Friedrich Wilhelm Kraemer aus Braunschweig am 21. Juli 1950 den 1. Preis im Rahmen eines ersten Architektenwettbewerbs in Wolfsburg. Die neue Schule wurde an dem Standort der 1947 eingeweihten Barackenkirche errichtet, die bereits 1951 wieder eingerissen und als Christuskirche in der Nähe neu gebaut wurde. Am 28. Mai 1951 begann für einige Klassen im ersten Trakt des neuerbauten Schulgebäudes südlich der heutigen Pestalozziallee im Stadtteil Schillerteich der Unterricht, die meisten Klassen blieben zunächst weiter in den Schulbaracken. Am 9. Dezember 1955 wurde die Schule nach Fertigstellung des Aula und Turnhalle umfassenden letzten Bauabschnitts feierlich eingeweiht.
Im Jahr 2011 wurde mit der grundlegenden Modernisierung der Schulgebäude begonnen und am 3. September 2012 wurde der erste Erweiterungsbau für die 5. und 6. Klassen offiziell eröffnet. In diesem innovativen Haus entstanden insgesamt acht neue oder modernisierte Klassenräume, ein umgestalteter Außenbereich sowie eine offene Zone mit Pausen- und Gruppenbereichen. Am 18. Mai 2015 erfolgte der Spatenstich für einen neuen naturwissenschaftlichen Trakt und zwei Turnhallen. Die schulische Inbetriebnahme dieses Traktes S für MINT und Sport erfolgte am 16. Oktober 2017. Das Hauptgebäude an der Pestalozziallee wird im nächsten Schritt durch einen Neubau ersetzt, im Februar 2024 begann der Abriss des Hauptgebäudes. Am 4. Mai 2017 wurde der Siegerentwurf des Architekturwettbewerbes für den Neubau des Hauptgebäudes im Rahmen einer öffentlichen Preisverleihung in der Bürgerhalle des Rathauses vorgestellt. Der Unterricht der Oberstufe erfolgt während des Neubaus in der nahegelegenen ehemaligen Ferdinand-Porsche-Realschule – jetzt Ratsgymnasium Trakt K.
Im Rahmen eines Modellversuches wurde das Ratsgymnasium bereits 1978 der zentrale Standort einer Dietz-Computer-Systeme-Rechneranlage, die von allen Wolfsburger Gymnasien, den Berufsschulen und der VHS bis 1980 für den Informatikunterricht genutzt wurde.
Neben dem Ratsgymnasium bestehen heute noch sechs weitere Gymnasien in Wolfsburg, unter anderem das Theodor-Heuss-Gymnasium, mit dem das Ratsgymnasium in der gymnasialen Oberstufe kooperiert. Aus der Kooperation ergibt sich für die Schülerschaft eine individuelle Schwerpunktbildung, das bedeutet ein hohes Maß an Wahlmöglichkeiten von Fächerkombinationen im Rahmen der Profiloberstufe.
Die Schule hat drei Profile: ein musisch-kulturelles Profil mit dem Fach Darstellendes Spiel in der Oberstufe und Theater-AGs in jedem Jahrgang, Bläserklassen mit dem Brazz-Projekt, ein Europa-Profil mit dem Angebot von vier Fremdsprachen, Europa-Veranstaltungen, europäischen Schulpartnerschaften, Comenius-Projekt und Englisch als Arbeitssprache in der Sek I sowie einem MINT-Profil (Mathematik, Informatik, Naturwissenschaften, Technik) als mehrfach zertifizierte MINT-EC-Schule.
Seit dem 15. April 2011 trägt das Ratsgymnasium den Titel „Schule ohne Rassismus – Schule mit Courage“.

## Austauschprogramme
Das Ratsgymnasium Wolfsburg pflegt langjährige Kontakte zu Schulen vorwiegend europäischer Nachbarstaaten. Regelmäßig finden Schüleraustausche und Schulfahrten dorthin statt.
- Roskilde Gymnasium, Roskilde
- Collège de La Binquenais in Rennes
- Carlforsska-Gymnasium, Västerås
- Hinchley Wood School, Secondary School, Surrey
- CEIPS MONCAYO, Fuenlabrada
- ZŠ Doctrina, Liberec
- Betriebspraktikum im Ausland, und zwar in Portugal, in Frankreich und in Schweden.
- Erasmus+ internationaler Schüleraustausch

Die Schule nahm 2010–2012 und 2012–2014 am Comenius-Programm teil.

## Auszeichnungen
- Schon viermal vertrat das Ratsgymnasium das Land Niedersachsen im Schultheater der Länder. 2007 war die Schule Ausrichter des jährlichen Wettbewerbs.
- Seit September 2001 gehört das Ratsgymnasium zu den 262 MINT-EC-Schulen in Deutschland und wurde als solches im Dezember 2017 zum sechsten Mal von dem Verein mathematisch-naturwissenschaftlicher Excellence-Center an Schulen zertifiziert.
- In den Jahren 2003 bis 2007 ist das Ratsgymnasium jährlich als Globe Germany School ausgezeichnet worden und gehört weltweit zu den elf aktivsten Schulen.
- Seit dem 12. Mai 2004 trägt das Ratsgymnasium den Titel Europaschule.
- Am 6. September 2017 wurde das Ratsgymnasium zum sechsten Mal in Folge seit September 2007 als Umweltschule in Europa und zum vierten Mal in Folge als „Internationale Agenda 21-Schule“ ausgezeichnet.
- Im November 2008 erhielt das Ratsgymnasium den mit 10.000 Euro dotierten Arbeitgeberpreis für Bildung.[4]
- Im Jahre 2014 und 2015 gewann das Schulteam „Dynamint“ den Gesamtsieg beim First-Lego-League-Roboterwettbewerb. Zudem nahm die Arbeitsgemeinschaft im Jahr 2016 am Roboterwettbewerb World Robot Olympiade teil, wo sie den vierten Platz belegte.[5]

## Engagement im Umweltschutz
Das Ratsgymnasium fördert ein verstärktes Bewusstsein der Schulgemeinschaft für Umwelt und Klima. Projekte mit dieser Zielsetzung waren neben der Globe-AG zum Beispiel die Ernennung von „Energiemanagern“ in den einzelnen Klassen. Heute sind die Teilnahme an verschiedenen Wettbewerben zum Thema Umweltschutz und Klimawandel wie die Teilnahme an der Kampagne des VCD FahrRad, der fll-Wettbewerb Climate Connections und der unter anderem von der dena getragenen Energiesparaktion PowerPakt Bestandteile des Schullebens. Im Unterricht spiegelt sich dieses Interesse in der Einrichtung von Seminarfachkursen zur gesellschafts- und naturwissenschaftlichen Problematik des Klimawandels wider.

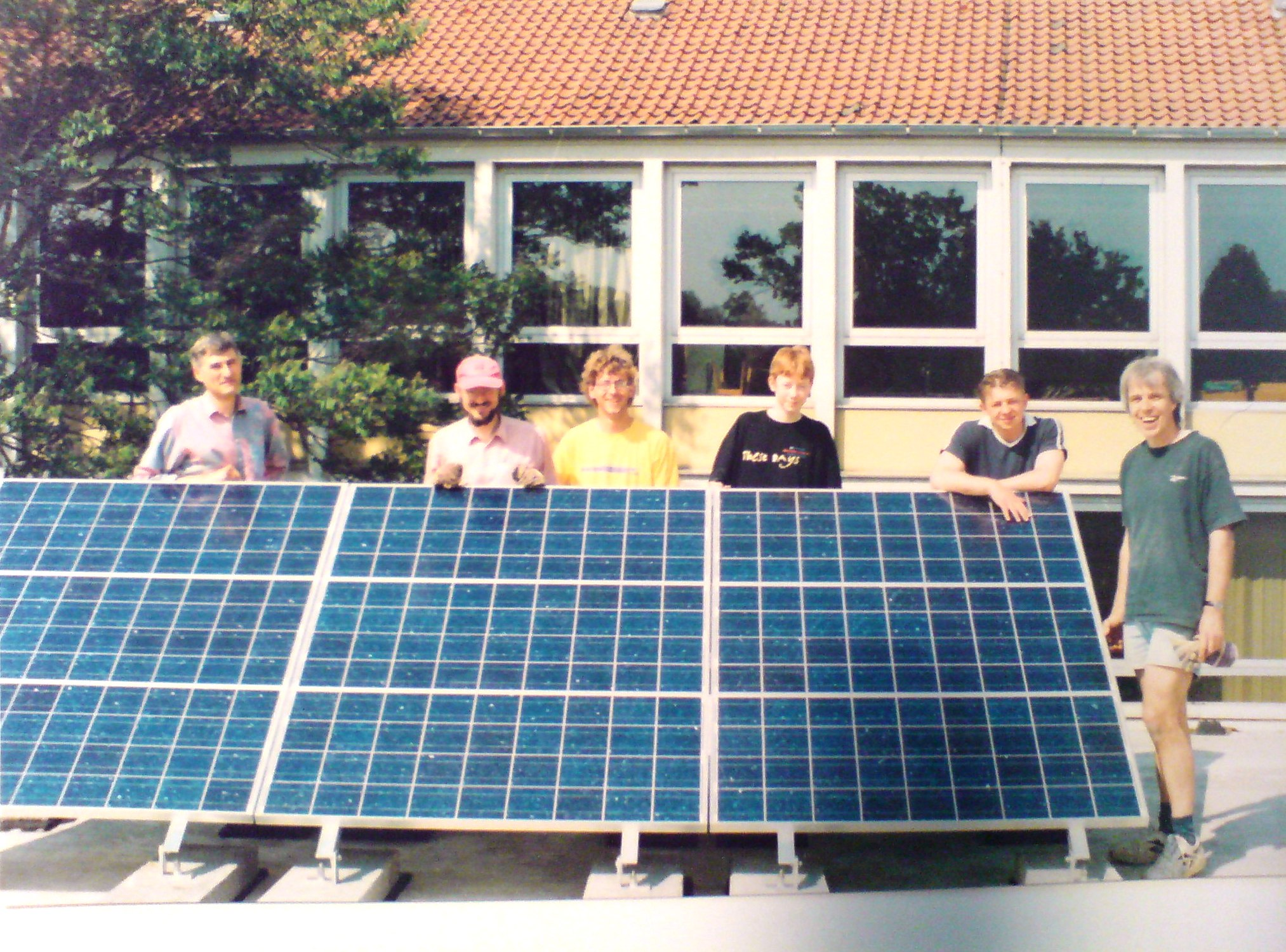
Die Aufstellung der Photovoltaikanlage des RGW 1998

Eine weitere Initiative umweltfreundlichen Handelns stellte die bereits 1998 installierte schuleigene Photovoltaikanlage dar, die einen Ertrag von über 9240 kWh erbracht hat. Der Anteil, den sie an Energie für den Gesamtstromverbrauch der Schule bereitstellte, war auf Grund ihrer kleinen Dimensionen allerdings relativ gering.

## Bekannte Lehrer und Absolventen

### Lehrer
- Imre Farkasinski, unterrichtete von 1958 bis 1986 das Fach Sport am Ratsgymnasium
- Rolf Hartmann, unterrichtete von 1979 bis 1997 die Fächer Kunst und Werken am Ratsgymnasium
- Margit Meissner, unterrichtete von 1978 bis 2009 die Fächer Biologie und Sport am Ratsgymnasium

### Schüler
- Sheila Arnold ist eine international bekannte Konzertpianistin und wurde 2006 zur Professorin an die Hochschule für Musik und Tanz Köln berufen.
- Burkhard Göke leitete als Ärztlicher Direktor bis 2013 das Klinikum der Universität München und ist jetzt Ärztlicher Direktor und Vorstandsvorsitzender der Universitätsklinik Hamburg-Eppendorf.
- Peter-Jürgen Hofer ist Konzertpianist, war Professor an der Hochschule für Musik und Theater in Hamburg und Dozent von Klavierkursen am Institut für Neue Musik und Musikerziehung in Darmstadt.
- Carsten Jenß war Dramaturg an der Deutschen Oper Berlin und ist Leitender Dramaturg am Staatstheater Mainz.
- Dirk Kügler ist Leiter des DLR-Instituts für Flugführung in Braunschweig.
- Bernhard Mattes (Abitur-Jahrgang 1975) war Vorsitzender der Geschäftsführung der Ford-Werke GmbH[7] und bis Ende 2019 Präsident des Verbandes der Automobilindustrie.
- Margit Müller ist eine ehemalige deutsche Hockeynationalspielerin und bis 2009 Lehrerin am Ratsgymnasium.
- Gottfried Münzenberg († 2. Januar 2024) war als Physiker und Hochschullehrer maßgeblich an der Entdeckung der chemischen Elemente 107 bis 112 beteiligt.
- Wolfgang Perschel war bis zu seiner Emeritierung 1998 ordentlicher Professor für Politikwissenschaft und Öffentliches Recht an der Universität Siegen mit den Arbeitsschwerpunkten Bildungsrecht, Grundrechte, Rechtspolitik, Internationales Recht, Mediation.
- Rolf-Dieter Postlep, Ökonom und seit 2000 Präsident der Universität Kassel
- Kai Rannenberg hat seit 2002 eine Professur für BWL, Wirtschaftsinformatik, insbesondere Mobile-Business & Multilateral Security, Goethe-Universität Frankfurt am Main.
- Lena Rudkowski wurde 2011 mit 25 Jahren die jüngste Juniorprofessorin der Rechtswissenschaften in Deutschland.
- Anna-Katharina Samsel ist dreifache Rollschuhweltmeisterin und Schauspielerin.
- Günzel Graf von der Schulenburg-Wolfsburg war ein Land- und Forstwirt, Unternehmer sowie Pferdesportler und Sportfunktionär.
- David Steffen ist ein deutscher Filmschauspieler.
- Christoph Stolz ist ein deutscher Weitspringer.
- Peter Weise ist ein deutscher Ökonom.
- Irina Szodruch ist seit 2006 Dramaturgin an der Berliner Schaubühne.
- Volker Tresp ist ein Wissenschaftler im Fachgebiet Maschinelles Lernen und seit 2011 Professor in der Informatik der Ludwig-Maximilians-Universität in München.